# Weingut Villa Sachsen

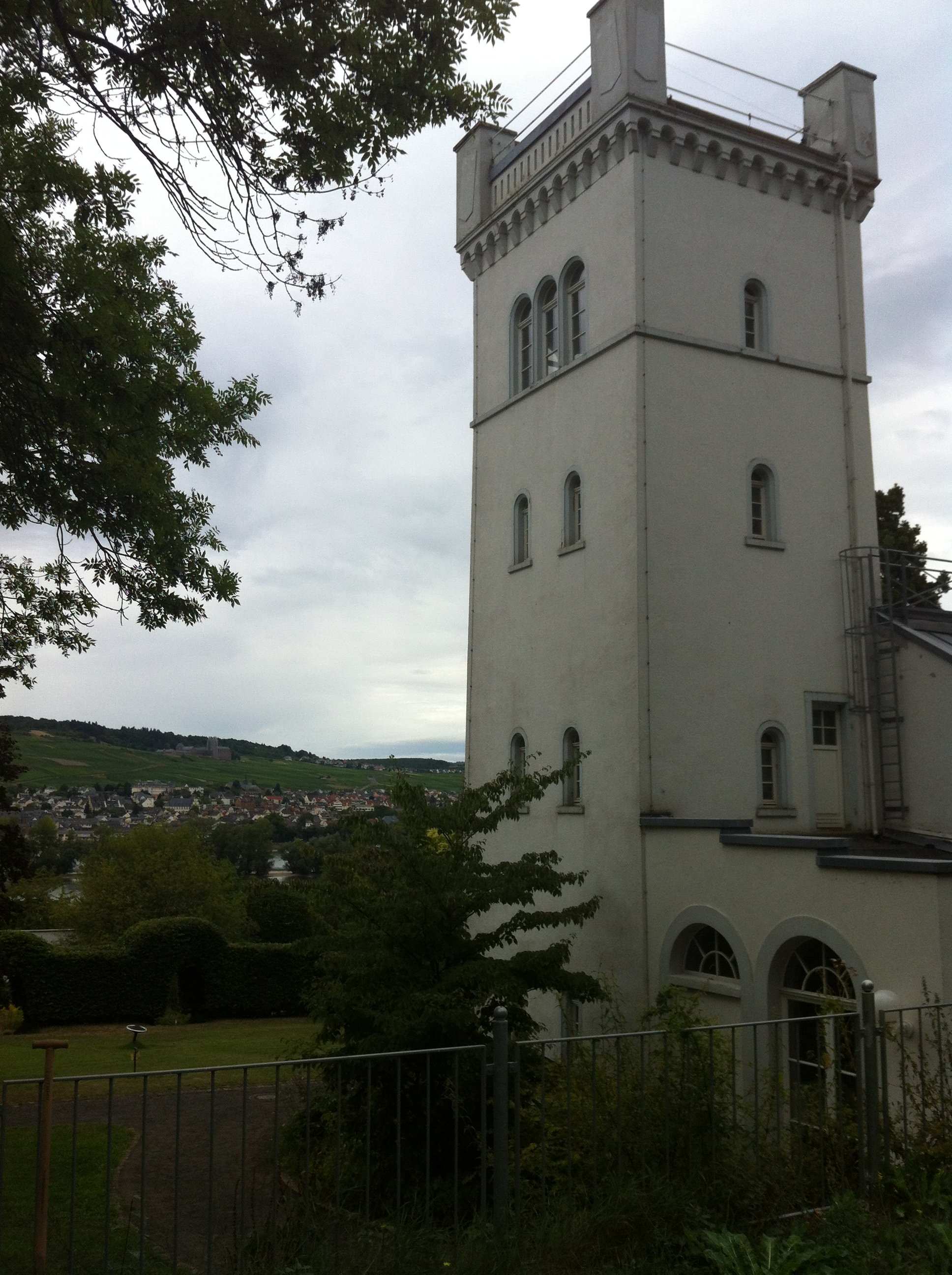
Turm der Villa Sachsen

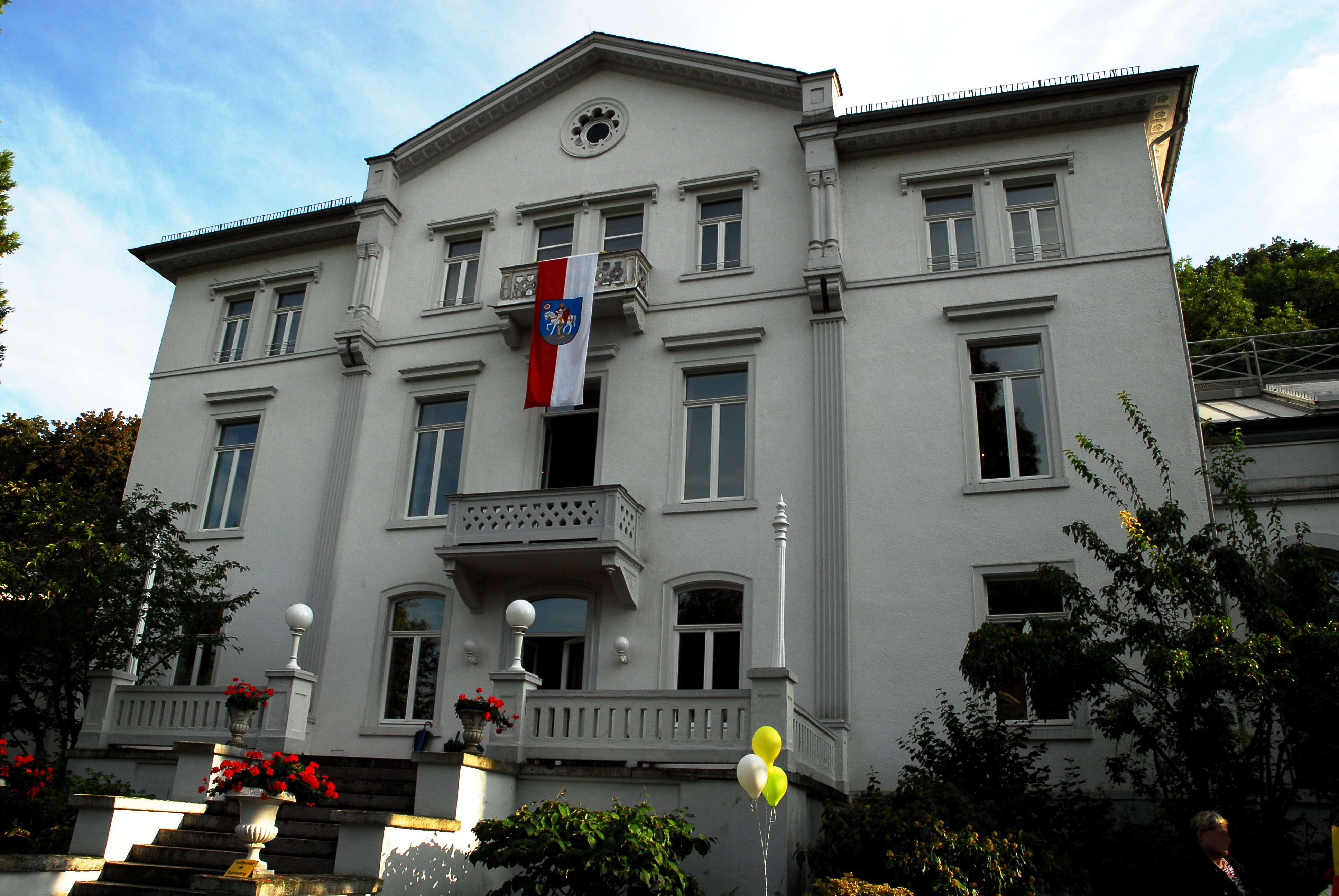
Fassade Villa Sachsen

Das ehemalige VDP-Weingut Villa Sachsen lag im Stadtteil Kempten von Bingen am Rhein im Weinbaugebiet Rheinhessen zwischen dem östlichen Ende des Rochusberges und dem stromaufwärts liegenden Ende des Binger Hafens. Es hatte seine Bezeichnung nach dem Gebäude, in dem es seinen Sitz hatte.

## Geschichte
Die Gründung des Weingutes geht ins 19. Jahrhundert zurück. 1843 ließ Edmund Carl von Bühler zu Hohenstein ein Landgut für sich errichten. Eine große Orangerie entstand, ein Gärtnerhaus und Obstplantagen wurden angelegt. Eine Parkanlage umgibt das spätklassizistische Wohnhaus. Vom Gebäude aus ist das Panorama von Rüdesheim am Rhein mit der Germania sehr gut zu sehen.
Der Ausbau zu einem großen Weingut erfolgte während der Alliierten Rheinlandbesetzung in den Jahren 1920 bis 1922. Villa Sachsen hat seine Glanzzeiten bis in die 1960er Jahre erlebt.
Seit dem Weinwirtschaftsjahr 2008 wurde das Weingut von Felix Prinz zu Salm und Salm-Salm aus der Linie der Wild- und Rheingrafen geleitet. Zum 1. Juli 2011 wurde das Weingut mit dem Weingut Prinz Salm in Wallhausen, ebenfalls ein VDP-Weingut, zusammengelegt. Der Keller in der Villa Sachsen wurde aufgegeben.

## Lagen
Zum Weingut gehörten ca. 19 ha Rebfläche in den teils steilen Weinbergslagen am Rochusberg. Diese werden vom Stammsitz des Prinz zu Salm-Dalberg'schen Weingutes in Wallhausen aus bewirtschaftet. Die Lagen führen Quarzit und Schiefer aus dem Devon, da sie in einem Ausläufer des Rheinischen Schiefergebirges liegen. Diese speichern im Sommer Wärme und bieten den Reben so ein bevorzugtes Klima. Auch nachts gibt das Gestein seine Wärme an die Reben ab. Durch die Nahe im Westen begrenzt kommt ein weiterer Temperaturpuffer hinzu.
Die Lagen erstrecken sich um den Rochusberg von Kempten am Rhein bis Büdesheim:
- Binger Scharlachberg
- Binger Kirchberg

## Rebsortenspiegel
Die Leitrebsorte ist mit ca. 70 % der Riesling. Der Rebsortenspiegel wird von Müller-Thurgau, Kerner, Silvaner, Grau-, Weiß- und Spätburgunder ergänzt.